# Francesco Vecellio
Francesco Vecellio (ur. ok. 1475 w Pieve di Cadore, zm. ok. 1560 tamże) – włoski malarz, starszy brat Tycjana i jego bliski współpracownik. Jego obrazy znajdują się w różnych kościołach Wenecji Euganejskiej, w tym w kościele San Salvador w Wenecji.

## Życie twórczość
Niewiele wiadomo o życiu i twórczości Francesca Vecelllia, być może dlatego, że często zmieniał zawody, będąc na zmianę artystą, żołnierzem, przedsiębiorcą i urzędnikiem.
W 1487 roku został wysłany do Wenecji aby studiować malarstwo. W 1495 roku porzucił malarstwo i został żołnierzem.
W latach 1511–1513, Francesco pomagał Tycjanowi malować freski w Scuola del Santo w Padwie, po czym obaj powrócili do Wenecji i otworzyli pracownię w San Samuele. Około 1516 roku Francesco powrócił do wojska, gdzie doznał poważnych ran, po czym powrócił do wspólnego życia z bratem. Od roku 1517 do około 1524 obaj bracia pracowali w Veneto.
W 1523 roku namalował kilka obrazów dla kościołów w Wenecji (San Salvador), Oriago i Camposampiero, a w 1528 obraz dla kościoła w San Vito di Cadore.
Francesco był drużbą na ślubie Tycjana z Cecylią 25 listopada 1525 roku. Trzy lata później obaj pracowali obaj w Wenecji malując na zlecenie doży Andrei Grittiego freski w kaplicy San Nicolò w Pałacu Dożów. Francesco rozpoczął najbardziej twórczy okres w swojej karierze. W latach 1530–1534 korespondował z bratem pracując nad 4 obrazami, mającymi ozdobić drzwi prospektu organowego w kościele San Salvador osiągając najwyższą artystyczną ekspresję. Po powrocie do Pieve di Cadore poświęcił się handlowi i obowiązkom urzędnika komunalnego. Dokumenty wskazują, że po tym czasie bracia nie widywali się zbyt często, ale jest prawdopodobne, że Francesco od czasu do czasu przyjeżdżał do Wenecji do pracy w warsztacie Tycjana. Zmarł zimą 1559–1560 roku. Został pochowany w grobowcu rodzinnym w Pieve di Cadore. Kilka lat po jego śmierci Tycjan uhonorował pamięć brata malując kompozycję wotywną z portretem Francesca w okresie jego starości ukazanego jako świętego Andrzeja i własny autoportret jako jego czciciela.

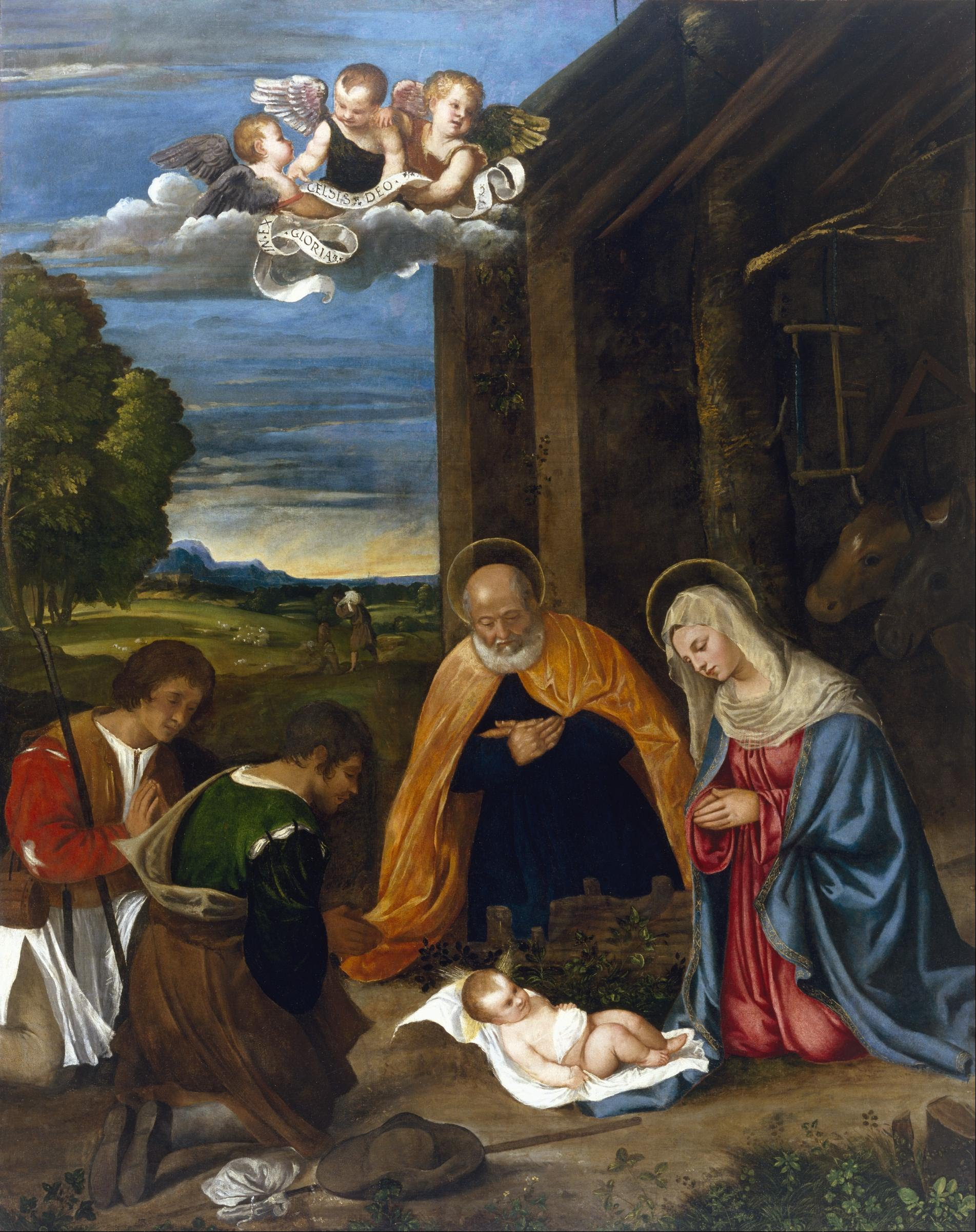
Boże Narodzenie z pasterzami, 1519–1526, Museum of Fine Arts, Houston
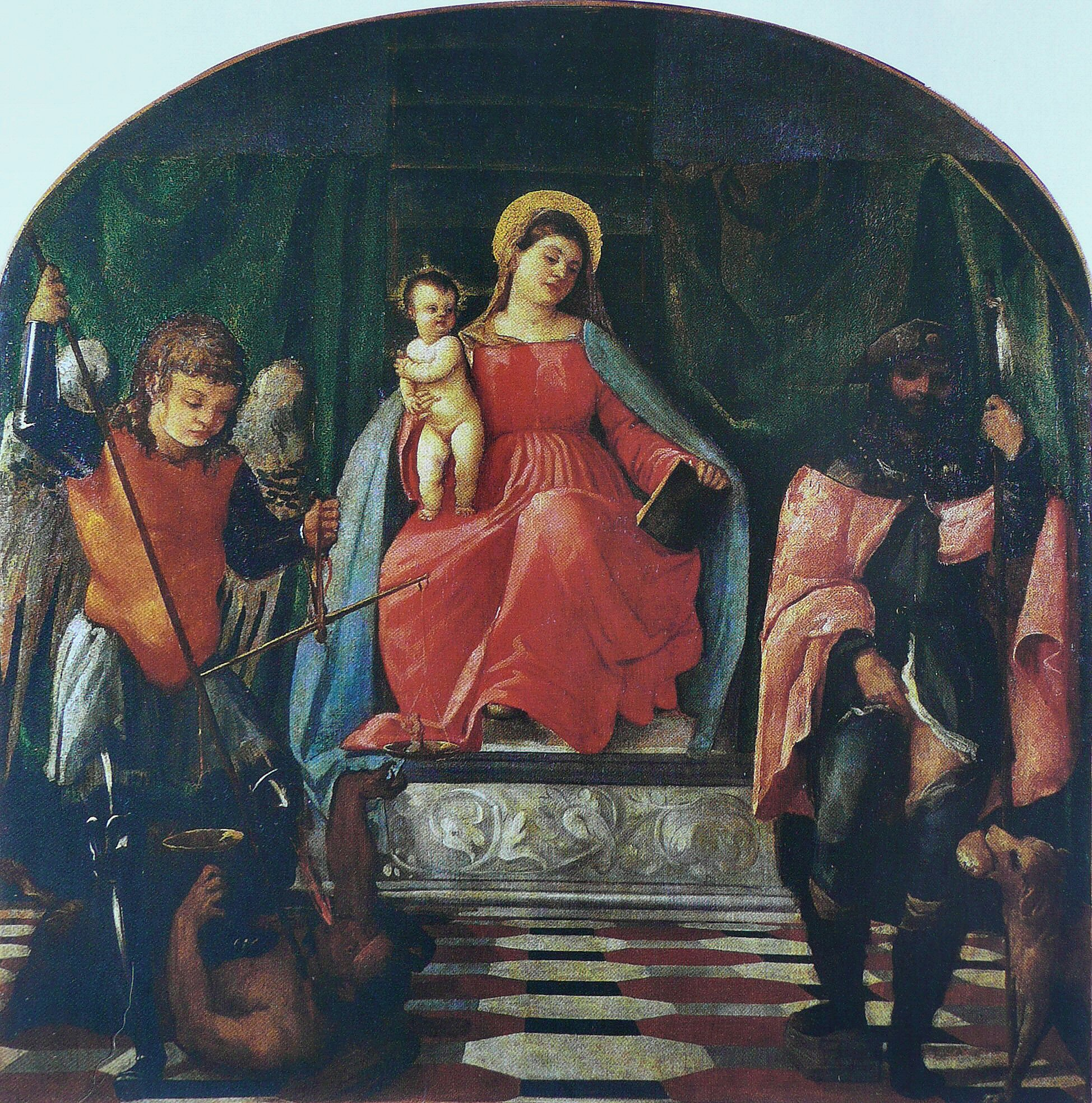
Madonna z Dzieciątkiem, Musée Jacquemart-André
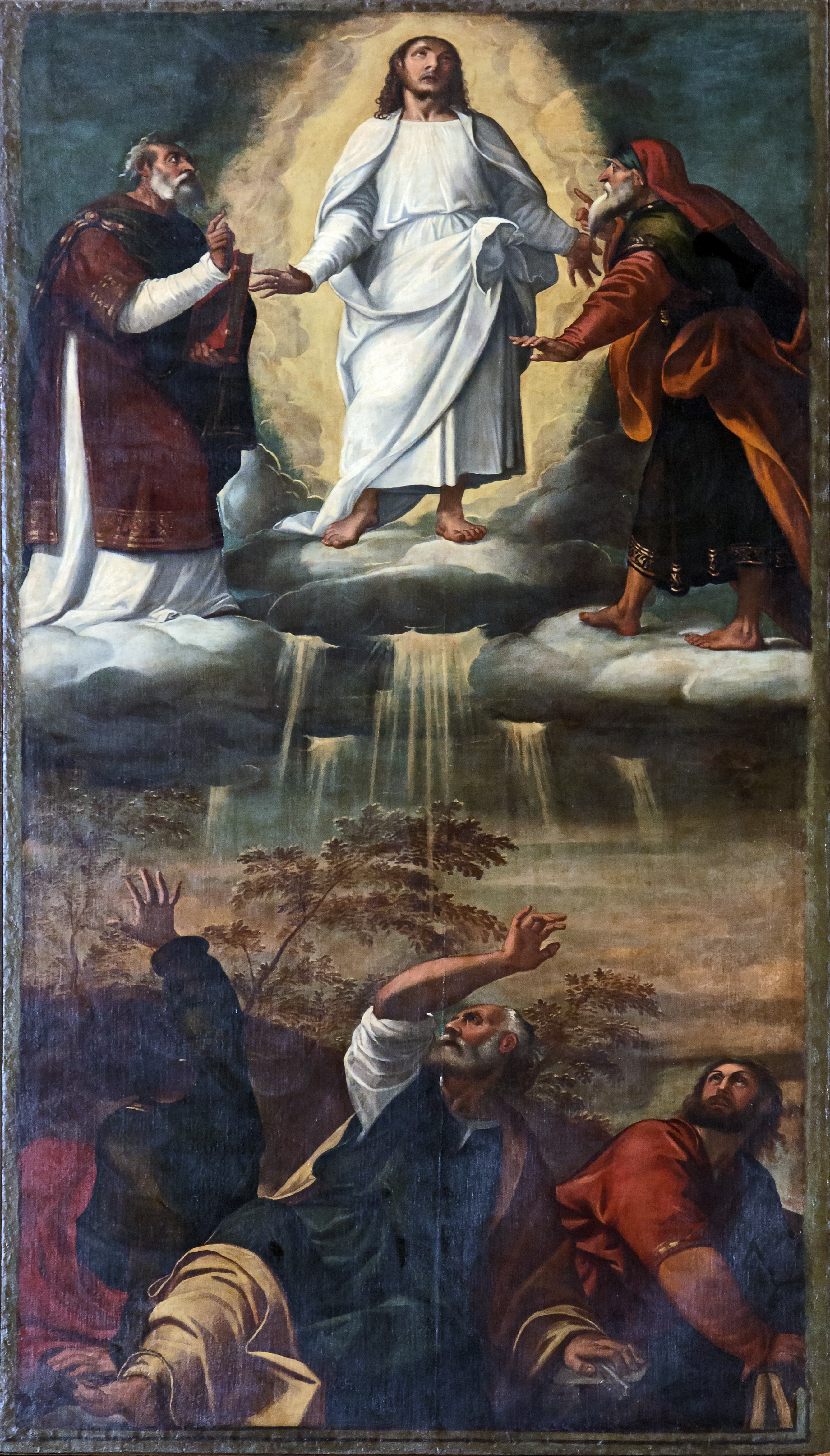
Francesco Vecellio, Przemienienie Pańskie, kościół San Salvador
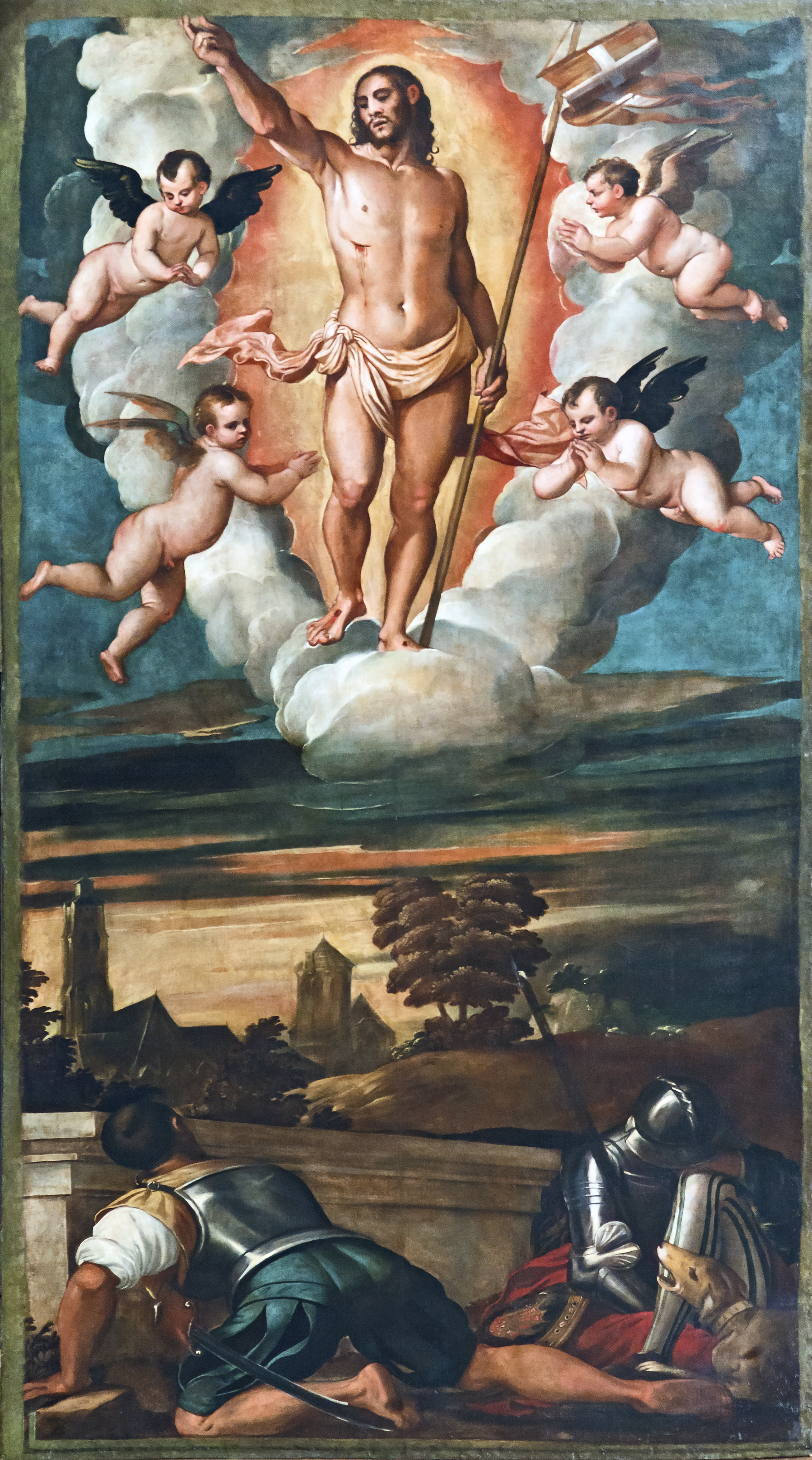
Zmartwychwstanie Pańskie, kościół San Salvador